# Jardín botánico de la Marquesa de Arucas

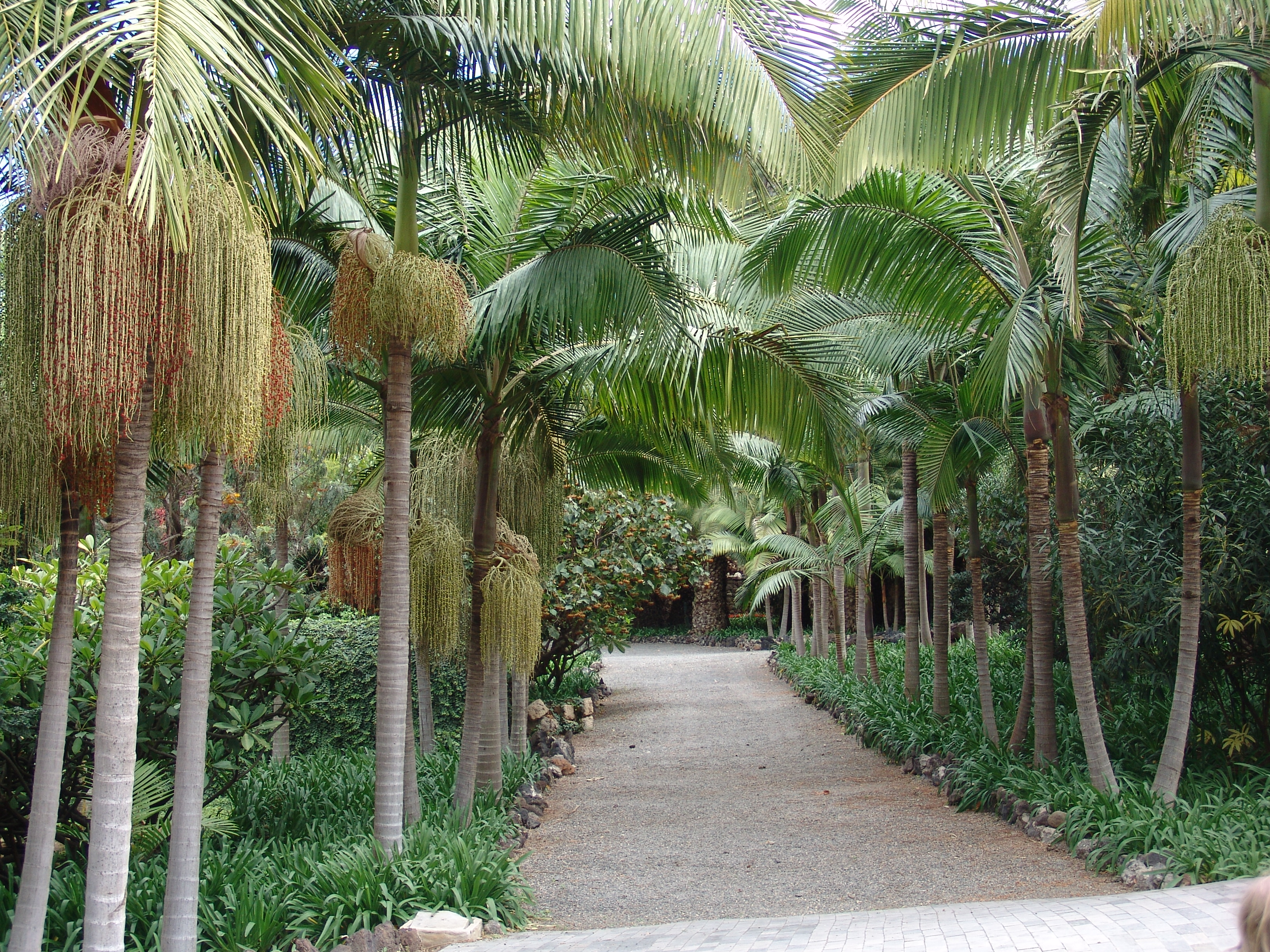
Vista de un paseo en el jardín botánico de la marquesa de Arucas

El Jardín Botánico de la Marquesa de Arucas es un jardín botánico de 5000 m² de extensión que se encuentra en el municipio de Arucas en la isla de Gran Canaria, comunidad autónoma de las Islas Canarias, España. Es de administración privada.

## Localización
Ubicado en las afueras de la localidad de Arucas, al pie de la "Montaña de Arucas", emblema de este municipio, se encuentra en un entorno de terrenos de cultivo de plataneras en bancales.

## Historia
El inicio de los jardines está hacia el año 1880 cuando Don Ramón Madam y Uriondo primer marqués de Arucas, empezó las plantaciones en torno al palacete de verano. Las primeras plantaciones de especies vegetales, tanto propias como foráneas llegan al jardín por diversas procedencias, unas traídas de sus viajes o por intercambio con otras familias aristocráticas de entonces.
La Situación de la parcela favoreció la propagación y desarrollo de todo lo que se plantaba allí, ya que al estar en la falda de la Montaña de Arucas, las lluvias arrastraban los sedimentos ricos en materia orgánica hasta la zona.
Alrededor de ésta, se plantaron gran cantidad de palmeras que con el tiempo le confirió un aspecto tropical al Jardín al predominar las palmas.
A final de noviembre de 1985, el Jardín se abrió al público y se hizo la primera clasificación y ordenación de plantas.
A principio de los años 90 se inició la ampliación del Jardín hacia parcelas colindantes que hasta entonces se dedicaban al cultivo de la platanera. Ya entonces la extensión del Jardín se incrementó a 5 Hectáreas, aprovechando el suelo vegetal ya preparado se empezó la plantación de cientos de ejemplares de palmeras, muchas de ellas del propio vivero del Jardín y otras adquiridas fuera. Se delimitaron los paseos y parterres y se inició una segunda clasificación botánica, inventariando las especies.

## Colecciones
El jardín botánico alberga especies vegetales de los cinco continentes, actualmente, existen más de 500 especies clasificadas.
- Colección de araucarias que se encuentran delante y detrás de la vivienda y que superan en altura al Palacete y que se divisan desde lejos.
- Colección de Palmas de diferentes zonas del globo.
- Parterres con plantas ornamentales de porte herbáceo
- Jacarandas delante de la fachada neoclásica del edificio.

Son de destacar un drago (Dracaena draco) de más de 200 años de edad, un ficus (Ficus elastica) de gran porte.
Entre los edificios existentes en el jardín se encuentra el Palacete de estilo neoclásico de finales del siglo XIX vivienda de la familia. Cerca de aquí, mirando hacia la pista de deportes, se encuentra una réplica en piedra de cantería a tamaño natural de una torre medieval símbolo aportado por uno de los fundadores del Cuerpo de la Guardia Civil, al emblema del Cuerpo, el Duque de Ahumada, amigo personal de la familia. Data de principios del siglo XIX. Se encuentra en buen estado, la labor artesanal del labrante de piedra de Arucas.